# Nhan Tổ
Nhan Tổ (tiếng Trung: 顏祖; bính âm: Yan Zu), hay Nhan Tương (tiếng Trung: 颜相), tự Tương (襄) hay Tử Tương (子襄), tôn xưng Nhan Tử (颜子) người nước Lỗ hoặc nước Tống thời Xuân thu, là một trong thất thập nhị hiền của Nho giáo.

## Cuộc đời
Cuộc đời của Nhan Tổ không được ghi chép lại. Năm 72, thời Hán Minh Đế, Nhan Tổ được phối thờ trong Khổng miếu.